# Health Effects Institute
Le Health Effects Institute (HEI) est une organisation indépendante, public-privée, basée à Boston, dans le Massachusetts, aux États-Unis. Sans but lucratif, elle a été créée en 1980, financée pour moitié par l'État et pour moitié par l'industrie automobile. Le HEI s'est donné pour mission de mettre la science au service de la gouvernance de la qualité de l'air et de la santé, en soutenant (y compris financièrement) et en faisant connaitre la recherche sur les effets de la pollution de l'air sur la santé humaine aux décideurs et au grand public.

## Histoire
Le HEI a été fondée en 1980 avec Archibald Cox comme président fondateur de l'organisation.

## Rôle, missions[2]
- Identifier les domaines les plus prioritaires pour la recherche des effets de la pollution de l'air sur la santé ;
- financer et superviser les activités de recherche ;
- fournir un examen indépendant intensif des données fournies au HEI, et de la recherche connexe ;
- intégrer les résultats de la recherche faite par le HEI à ceux d'autres institutions pour des évaluations plus larges ;
- communiquer ses conclusions à l'industrie, aux décideurs et au public.

Le HEI cherche aussi à mettre en relation la communauté des chercheurs explorant les effets sanitaires d'une mauvaise qualité de l'air (au sens large, en englobant parfois les effets des champs électromagnétiques) et la communauté des instances politiques souhaitant ou devant agir sur la qualité de l'air.
Le HEI a financé plus de 250 études en Amérique du Nord, mais aussi en Europe et en Asie, visant à éclairer les décisions sur le monoxyde de carbone, les toxiques atmosphériques, les oxydes d'azote, les gaz d'échappement des véhicules diesel, l'ozone, les particules et d'autres polluants (MTBE notamment). Les résultats de ces travaux  ont été publiés dans plus de 200 rapports de recherche et rapports spéciaux, disponibles en version électronique gratuite sur le site Web des HEI ou sous forme imprimée. De même pour les résultats des projets et les commentaires des HEI, les conférences annuelles, les publications et les présentations aux organes législatifs et aux organismes publics.
À la demande de l'Organisation mondiale de la santé et de pays du monde entier, le HEI a étendu ses recherches internationales pour aider à éclairer les décisions sur la qualité de l'air en Europe, en Asie et en Amérique latine.

## Structure organisationnelle
Un conseil d'administration indépendant est composé de leaders scientifiques et politiques engagés dans le modèle de partenariat public-privé.
Un « comité de recherche en santé » travaille avec le personnel scientifique pour élaborer le plan stratégique quinquennal avec la contribution des sponsors des HEI et d'autres parties intéressées, et pour sélectionner des projets de recherche à financer, et superviser leur conduite.
Un comité dénommé Health Review Committee, qui n'a aucun rôle dans la sélection ou la supervision des études, travaille avec le personnel pour évaluer et interpréter les résultats des études financées et des recherches connexes.

## Financements
Globalement, 50 % de ses fonds proviennent de l'industrie automobile mondiale et le reste vient de l'Agence de protection de l'environnement des États-Unis. D'autres organismes publics et privés soutiennent périodiquement des projets spéciaux ou certains programmes de recherche.

## Critiques
Dans un audit publié en 1993, le HEI a été sévèrement critiqué pour le manque de pertinence et d'actualité de ses sujets et résultats de recherche, ainsi que pour ses mauvaises relations avec ses sponsors.
Depuis, des réformes lui ont donné une position d'institution plus centrale et plus respectée aux États-Unis et dans les milieux de la recherche sur les effets des politiques (pour la qualité de l'air) sur la santé.